# Стратегія блакитного океану
Стратегія блакитного океану — маркетингове дослідження у формі книги Кіма Ві Чана, що вийшла 2005 року.

## Ідея
У книзі описано дослідження ринкових тенденцій протягом ста років у тридцяти сферах виробництва. Основною ідеєю є відмова від жорсткої конкуренції і пошуку вільних ніш, «блакитних океанів». Під ними маються на увазі сегменти ринку, на яких немає конкуренції, оскільки не встановлені правила і стандарти. Вихід компанії на такий «блакитний океан» дозволяє зробити значний стрибок та робить непотрібною конкуренцію. Традиційний маркетинговий підхід компаній називається «червоний океан», оскільки він насичений кров'ю вбитих конкурентів. У книзі пояснюється, що не варто робити вибір між різноманіттям товару для різних ніш і низькою ціною (концепція Майкла Портера), радше треба застосовувати ці дві переваги разом у нових сегментах ринку.

## Критика
Теорію «блакитних океанів» критикували за те, що вона показує лише успішні історії, а кількість невдалих спроб застосувати її не досліджена. Деякі твердження книги сумнівні, наприклад, про падіння рівня злочинності у Нью-Йорку після зміни керівництва поліції у 1994 році.
У книзі були використані напрацювання інших теорій, наприклад Шість сигма, і успіх саме «блакитних/червоних океанів» приписують вдалій метафорі, що гарно запам'ятовується.

## Видання українською
Українською мовою у перекладі Ігоря Андрущенка книга вийшла у видавництві КСД під назвою «Стратегія Блакитного Океану. Як створити безхмарний ринковий простір і позбутися конкуренції» в 2016 році.